# The Eye of God
The Eye of God er en amerikansk stumfilm fra 1916 af Lois Weber og Phillips Smalley.

## Medvirkende
- Tyrone Power Sr. som Olaf.
- Ethel Weber som Ana.
- Lois Weber som Renie.
- Charles Gunn som Paul.